# Guilherme de Melo
Guilherme de Melo, né le 20 janvier 1931 à Lourenço Marques (auj. Maputo) dans le Mozambique portugais et mort le 29 juin 2013 à Lisbonne, est un journaliste, romancier et militant gay mozambicain installé au Portugal en 1974.

## Biographie
À la fin de ses études, Guilherme de Melo choisit le journalisme et devient rédacteur-en-chef du principal journal, Notícias. Lorsqu'éclate la guerre d'indépendance en 1964, la censure musèle la presse des colonies, contrôlée par le régime de Salazar-Cateano.
En 1974, après la révolution des Œillets, sa famille s'exile au Portugal, un pays qu'il ne connaît guère. Il parvient néanmoins à trouver un emploi au quotidien Diário de Notícias, auquel il collaborera jusqu'à la retraite.
Alors qu'il vit encore au Mozambique, il ne dissimule pas son homosexualité. Malgré les réticences de quelques-uns au début, il parvient à se faire respecter et à y poursuivre sa carrière, publiant deux recueils de nouvelles et un roman, As Raízes do ódio (1965), dans lequel il cherche à décrire les différences entre les Portugais et les Africains. L'ouvrage est saisi par la police secrète.
Après son installation au Portugal il publie en 1981 un autre roman, A Sombra dos Dias. Il est rédigé à la troisième personne, mais avec une forte composante autobiographique, le récit d'une enfance au sein d'une famille blanche du Mozambique avant la guerre, la description d'une société coloniale en voie de disparition, la prise de conscience de l'homosexualité et son acceptation. Au Portugal, c'est l'un des premiers romans sur le thème de l'homosexualité vue par un homme ouvertement gay. Melo accède à la notoriété, rédige un rapport, est invité sur les plateaux de télévision et publie deux autres romans sur le même sujet, Ainda Havia Sol (1984) et O Que Houver de Morrer (1989). Quoique centré sur le personnage d'un jeune drogué hétérosexuel, Como um Rio sem Pontes (1992) aborde le thème du sida.

## Sélection de publications
- As Raízes do ódio, 1965
- A Sombra dos Dias, 1981
- Ainda havia Sol, 1984
- Moçambique dez anos depois: reportagem, 1985
- O Que Houver de Morrer, 1989
- Os leões não dormem esta noite, 1989
- Como um Rio sem Pontes, 1992
- As vidas de Elisa Antunes: romance, 1997
- O homem que odiava a chuva: e outras estórias perversas, 1999
- A porta ao lado, 2001